# Giuditta Vannini
Giuditta Vannini, també anomenada sor Giuseppina Vannini (Roma, 7 de juliol de 1859 - Roma, 23 de febrer de 1911) fou una religiosa italiana, cofundadora (juntament amb el pare Luigi Tezza) de la congregació de les Filles de sant Camil. És venerada com a santa per l'Església catòlica.

## Biografia
Giuseppina Vannini va néixer el 1859 a Roma, filla d'Angelo i Annunziata Papi i se li va donar el nom de Giuditta . Orfe dels seus pares a l'edat de set anys, es va separar dels dos germans, Giulia i Augusto, i va ser confiada a les Filles de la Caritat al Conservatori de Torlònia a Roma.
Poc després d'haver obtingut el diploma de mestre d'asil, va sol·licitar entrar al noviciat de les Filles de la Caritat a Siena, però, al final del període de prova, va ser considerada inadequada també per problemes de salut. Judith, però, va sentir que estava cridada a la vida religiosa i, finalment, als 32 anys, després d'una entrevista amb el pare camil Luigi Tezza, va tenir l'oportunitat de realitzar el seu propòsit.
El pare Tezza, que en la seva condició de fiscal general, havia estat encarregat de restaurar els terciaris camils, va proposar dur a terme el projecte. Judith, després d'una breu reflexió, va acceptar la tasca i el 2 de febrer de 1892, després d'obtenir l'autorització del cardenal vicari de Roma, va néixer la nova família camil·la.
El 19 de març següent, Giuditta es va vestir amb l'hàbit religiós, caracteritzat per una creu vermella, i va prendre el nom de Sor Giuseppina, esdevenint també superiora de l'institut religiós que té entre les seves peculiaritats l'assistència de persones malaltes.
Aquell any el nombre de germanes va créixer ràpidament fins a 14 unitats, l'any següent es va fundar una nova casa a Cremona i després a Mesagne. Malgrat això, l'autorització eclesiàstica definitiva per al nou ordre va arribar lentament, tant perquè el papa Lleó XIII havia decidit no permetre l'obertura de noves ordres a Roma, com per a algunes calúmnies injustes del pare Tezza que va ser enviat de Roma pel cardenal vicari.
Per tant, la Mare Vannini es va mantenir sola a l'hora de gestionar l'origen religiós naixent, que mentrestant augmentava encara amb noves cases a Itàlia i Argentina. Malgrat la seva mala salut, la Mare Vannini mai va incomplir els seus compromisos i finalment, el 21 de juny de 1909, va obtenir el Decret d'establiment de l'institut en una congregació religiosa amb el títol de Filles de Sant Camil.
El 1910 finalment va caure malalt de cor i es va veure obligat a passar els últims dies al llit. Va morir a Roma el 23 de febrer de 1911.

## Culte
El papa Joan Pau II proclamà beata sor Giuseppina Vannini el 16 d'octubre de 1994,
El papa Francesc la proclamà santa el 13 d'octubre de 2019.
La seva memòria litúrgica és el 23 de febrer.